# Manasir
I Manasir (in arabo المناصير‎?) sono una delle tante tribù, situate sulle rive del Nilo attorno alla Quarta Cateratta in Sudan, di origine Afro-Araba-Sunnita.
Chiamano la loro terra di origine con il nome di Da al-Manasir. Molto simili alle altre tribù dei Rubatab, situati più a monte del fiume, e dei Shaiqiyah, situati più a valle del Nilo, i Manasir erano Arabi che migrararono dalla Penisola Arabica. Sono un popolo nomade di Beduini e una gran parte della loro gente è stanziata nel Deserto di Bayudah e vive portando le loro mandrie di pecore, capre, e cammelli al pascolo durante la stagione alluvionale e durante l'inondazione annuale del Nilo.

## Origini
Come altre tante tribù arabe, discendono da una persona chiamata Mansur, un dei diretti discendenti di al-ʿAbbās, lo zio di Maometto.
Stando a un resoconto recente, compilato da un comitato di Manasir per i lavori di spostamento delle genti, dovuto alla costruzione della grande Diga di Merowe : esiste un clan molto noto di genti, esistenti nel Golfo Persico, chiamato con il nome di Manasir, perciò si crede che essi siano originari di questa regione e che abbiano emigrato nel Sudan attraverso
l'Egitto.
Ci sono molte uguaglianze tra i loro funerali e quelli della normale gente Nubiana che abita in questo luogo.
I Manasir sono divisi tra i Manasir del Fiume (Manasir al-Nil) e i Manasir Beduini (Manasir al-Badiyah)
(cf. TAIYEB 1969:2).
- Manasir al-Nil: al-Wahabab (الوهاب), al-Suleimaniyah (السليمانية), al-Kabanah (الكبانة), al-Diqeisab (الدقيساب), al-Hamsab (الهامزاب), al-Ga'al (الجعل), al-'Ababsah (العبابسة), al-Farei'ab (الفريعاب) [Rubatab], al-Hamdatiab (الحمدتياب) [Shaiqi] e i al-'Amasib (العماسيب).
- Manasir al-Badiyah: che condividono i pascoli di Abisba' (ابسباع) e di Sani (سانى) sono i al-Khabra (الخبرا), al-Hamamir (الحمامير), al-Muleikab (المليكاب) e i al-Kagbab (الكجباب).

Durante la stagione secca alcuni dei clan migrano nell'area desertica appartenente al clan dei Kababish (Khala'Kabushiyah) ed altri ancora nei pascoli di Wad Hamid nello Stato di Ga'ali oppure nello Stato di Rubatab.

## Popolazione
La popolazione Manasir, stimata dal Dipartimento Federale di Statistica del Sudan, residente nel quartiere di Shiri nel 1993, era di 30.000 persone, verificata empiricamente dal SALIH . La pubblicazione del comitato Manasir per la Diga di Merowe parla invece di circa 33.000, residenti, di cui 17.000 Manasir non-residenti. Tutte e due le stime della popolazione sono molto vaghe e non precisano fino a che punto esse includano le popolazioni Manasir Beduine stanziate nel Deserto di Bayuda.

## Marchi tribali
Come molte altre tribù del Sudan anche i Manasir hanno marchi tribali cicatrizzati sulla loro pelle (Shilukh, الشلوخ), anche se non ne possiedono uno loro proprio. La usanza di questi marchi tribali deriva dall'usanza che avevano gli sceicchi di marchiare il loro bestiame a fuoco (Wasm, وسم). 
I marchi tribali sono incisi sulle pelle dei bambini con una lama di rasoio per mostrare che appartengono a una loro tribù specifica. I marchi dei clan dei Donqolawi e dei Shaiqiya sono di 3 linee orizzontali, mentre tra i Rubatab e i Ga'aliin le linee sono verticali ed, in genere, quelle incise sulle guance dei Rubatab, sono più spesse e grossolane da quelle incise sulle guance dei Ga'aliin .

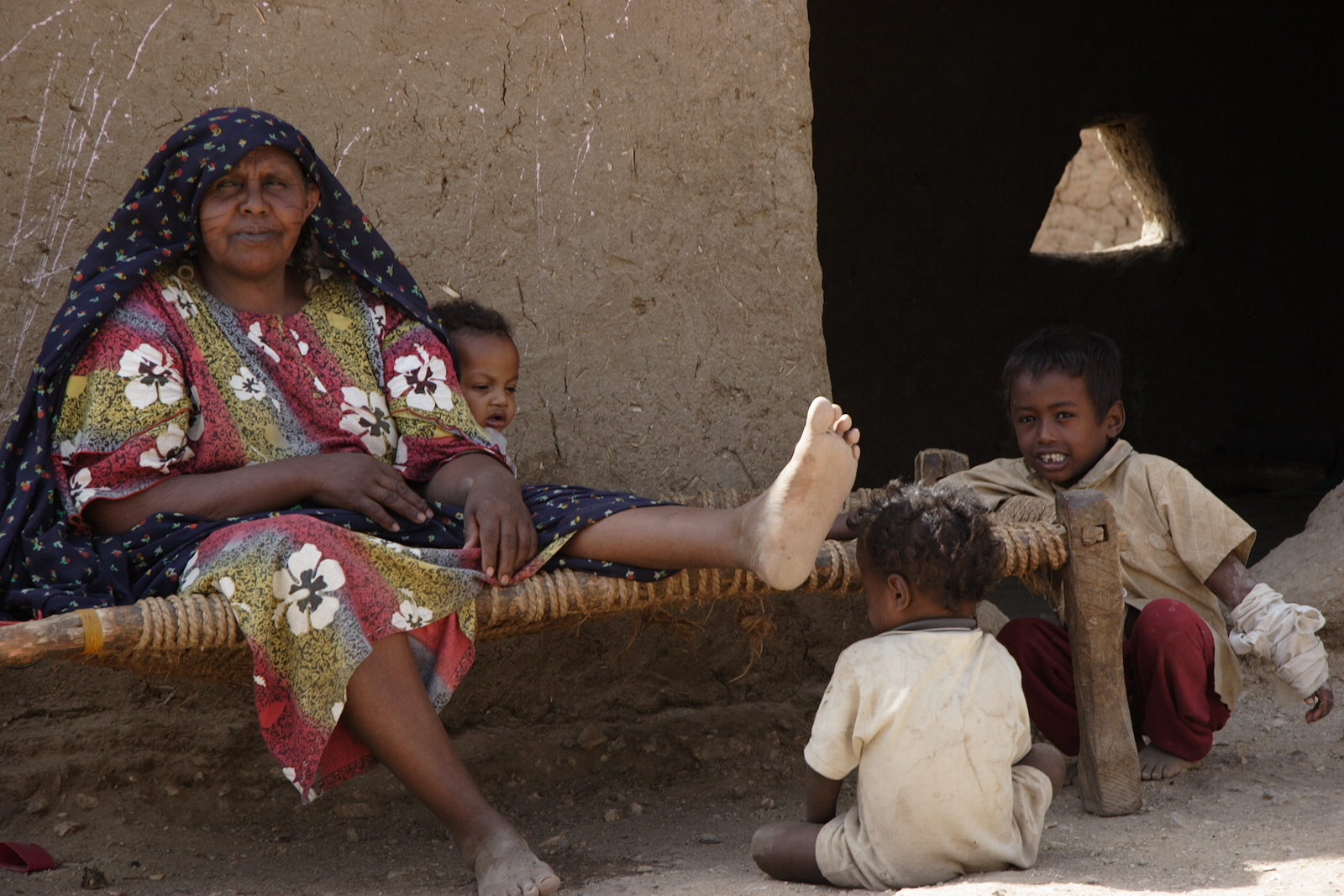
Fatnah da Atoyah (Sherari) con marchi tribali orizzontali

## Economia e cultura
I Manasir del fiume praticano agricoltura su piccola scala e i loro principali proventi derivano dalla
vendita del dattero, dalle loro coltivazioni da palma da dattero. Sono anche rinomati per la loro
bravura nel costruire le case di fango tipiche di questa zona (Galus, جالوص), una volta trasportavano legname dalla regione di Atbara, tramite galleggiamento, sul Nilo.